# Бегас, Рейнгольд
Ре́йнгольд Бе́гас (нем. Reinhold Begas; 15 июля 1831, Берлин — 3 августа 1911, там же) — немецкий скульптор и художник. Сын художника Карла Йозефа Бегаса, брат скульпторов и художников Карла, Оскара и Адальберта. Главный представитель необарокко берлинской скульптурной школы.

## Биография
Рейнгольд Бегас получил первые уроки скульптуры у Людвига Вильгельма Вихмана в Берлине. В 1846—1851 годах он учился у скульптора Кристиана Даниэля Рауха в Берлинской академии художеств.
В 1848 году приступил к работе под руководством Рауха. Первый успех пришёл к Бегасу в 1852 году с гипсовой скульптурной группой «Агарь и Измаил», представленной на выставке в академии. Назначенная Бегасу стипендия позволила отправиться в Рим, где он проживал в 1856—1858 годах. В Риме Бегас познакомился с Францем фон Ленбахом, Арнольдом Бёклином и Ансельмом Фейербахом.
В 1861 году Бегаса пригласили преподавать в Веймар в учреждённую за год до этого высшую школу изобразительных искусств великого герцога Саксонского. В 1863 году Бегас вернулся в Берлин. Затем он вновь отправился в Рим, попеременно проживал то в Берлине, то в Риме и Париже.
Бегас получал многочисленные заказы на портретные бюсты, памятники и малую пластику. Он участвовал в конкурсе по сооружению в Берлине (на площади Жандарменмаркт перед драматическим театром) памятника Шиллеру и, получив за свой проект первую премию, воплотил его в жизнь в 1871 году. С этого же года и до своей смерти в 1911 году Бегас входил в Союз немецких художников и являлся членом Берлинской академии художеств.
В Берлине Бегас создавал монументальные работы, характерные для прусского кайзеровского Берлина. Пафос работ Бегаса был высоко оценён кайзером Вильгельмом II, который поручал Бегасу представительские работы. Наиболее известными работами Бегаса являются национальный памятник кайзеру Вильгельму 1897 года, художественный надзор работ на Зигесаллее, где Бегас выступил также автором двух скульптурных групп, и национальный памятник Бисмарку, появившийся перед Рейхстагом в 1901 году (ныне на площади Большая Звезда). В 1886—1891 годах Бегас работал над фонтаном «Нептун» у берлинского Городского дворца (ныне у Красной ратуши).

## Галерея
- Национальный памятник Бисмарку на площади Большая Звезда в Берлине
- Памятник Александру фон Гумбольдту в Берлине
- Фонтан «Нептун» в Берлине
- Памятник Фридриху Шиллеру, Берлин
- Меркурий и Психея, Старая национальная галерея, Берлин
- Национальный памятник кайзеру Вильгельму I, Берлин
- Мальчик с быком. Статуя в Будапеште